# Nikos Kazantzakis

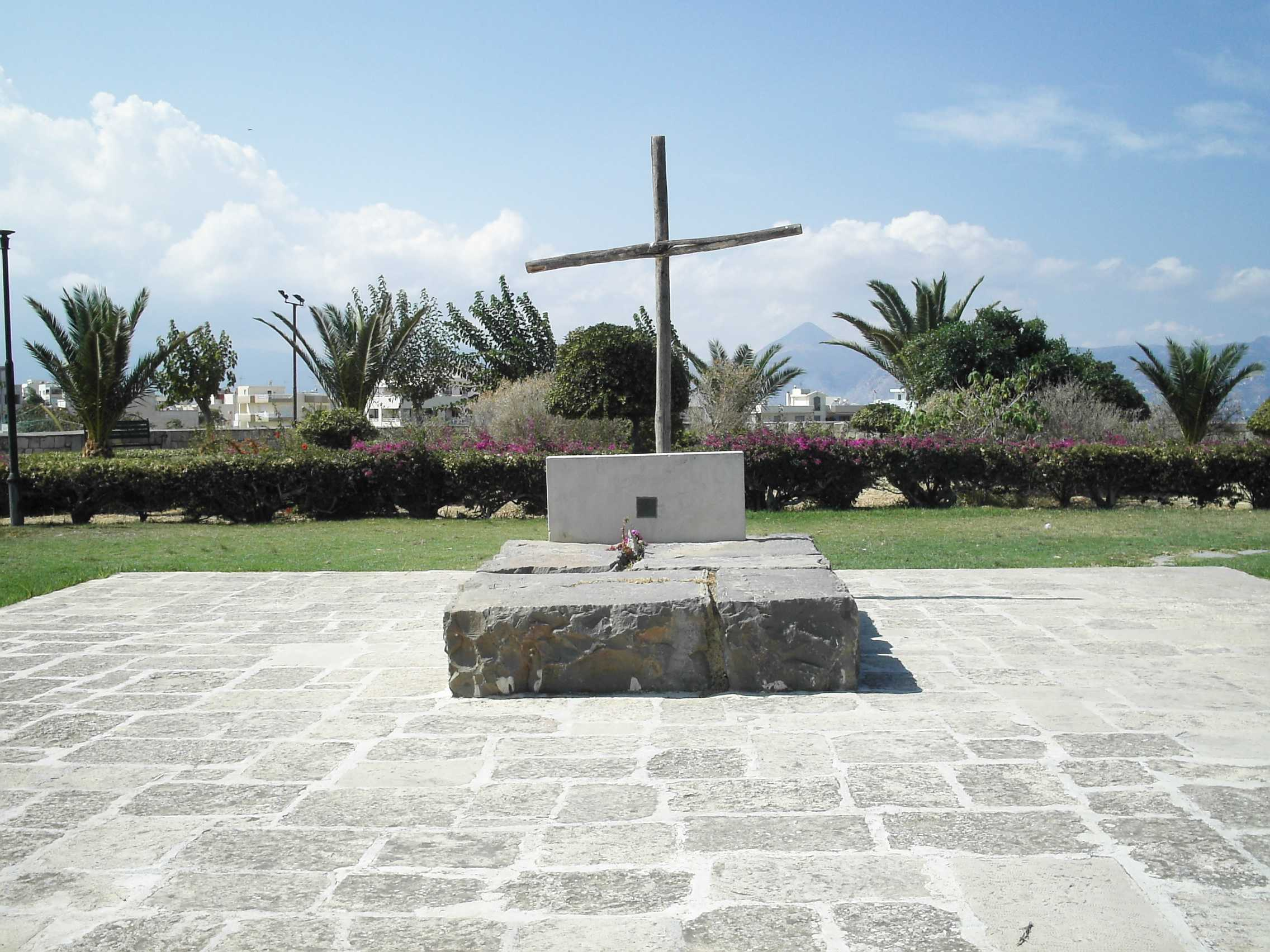
Tumba de Nikos Kazantzakis en Heraklion.

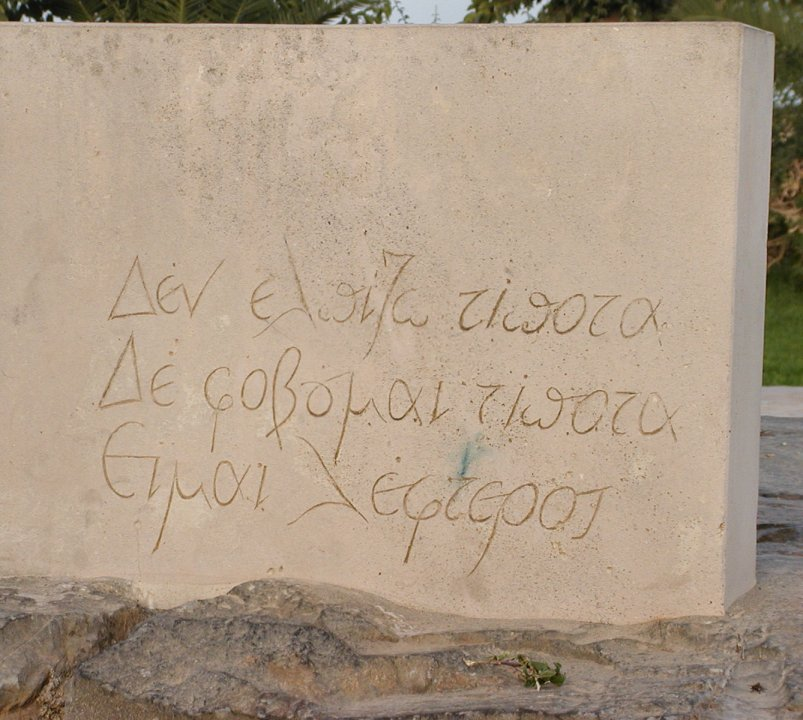
Lápida de Kazantzakis, cuyo epitafio dice: «No espero nada, no temo nada, soy libre».

Nikos Kazantzakis (en griego: Νίκος Καζαντζάκης; Heraclión, Imperio otomano; 18 de febrero de 1883-Friburgo de Brisgovia, Alemania Occidental; 26 de octubre de 1957) fue un escritor griego, autor de poemas, novelas, ensayos, obras de teatro y libros de viaje. Posiblemente, es el escritor y filósofo griego más importante del siglo XX y el que ha sido traducido a más lenguas. No obstante, no fue muy conocido hasta el estreno de la película Zorba, el griego (1964), de Michael Cacoyannis, basada en la novela homónima y obra más reconocida de Kazantzakis junto con La última tentación de Cristo.

## Biografía
Kazantzakis nació en Megálo Kástro [Μεγάλο Κάστρο] (hoy Heraclión, Creta) en 1883. Cuando Kazantzakis nació, Creta estaba todavía bajo el dominio del Imperio otomano. Su apellido, Kazantzakis, deriva de la palabra turca Kazanci, que significa 'el que fabrica, repara y/o vende calderos'.
En 1902, Kazantzakis se mudó a Atenas (Grecia), donde estudió Derecho en la Universidad de Atenas y luego, en 1907, emigró a París para estudiar filosofía. Como explica en su obra autobiográfica Carta al Greco, allí asistió a las clases y las enseñanzas de Henri Bergson, pero sobre todo descubrió a Nietzsche, en quién creyó encontrar al artífice de la vuelta a concepción dionisiaca griega presocrática del hombre como centro del universo. Se desplaza a Sils-Maria en la Engandina suiza para conocer de primera mano el entorno en que el filósofo había redactado sus escritos. A partir de los libros de Nietzsche se reafirma en su concepción vitalista de la existencia.
Al regresar a Grecia, comenzó a traducir obras de filosofía y en 1914 entró en contacto con Ángelos Sikelianós. Juntos viajaron durante dos años por los lugares en los que floreció la cultura greco-cristiana, especialmente los monasterios del Monte Athos donde ambos permanecieron cuarenta días, visitando los monasterios del lugar y viviendo la vida de los ascetas. A partir de esta experiencia fue en gran medida influenciado por el nacionalismo entusiasta de Sikelianós.
En 1917, conoció a Georgios Zorbas, futuro icono de la novela Alexis Zorba, y explotó con él una mina de lignito en la región griega de Mani que Nikos había comprado con la herencia de un tío paterno. La experiencia terminó en fracaso económico y tuvieron que cerrar la explotación, pero el vitalismo insobornable de Zorbas le acabó de reafirmar en su vocación de escritor. Permanecieron en contacto epistolar hasta la muerte de Zorbas en Serbia, donde explotaba una cantera, durante la Segunda Guerra Mundial.
Kazantzakis se casó con Galatea Alexiou en 1911 y se divorciaron en 1926. Galatea Alexiou tomaría su apellido y sería conocida con el nombre de Galatea Kazantzakis, negándose más tarde a dejar de utilizar su apellido y poniendo esto como una de las condiciones para su divorcio. Se casó de nuevo, con Elena Samiou, en 1945.
En 1918 viaja y reside en Suiza. En 1919, como director general del Ministerio de Bienestar Social, organizó el traslado de las poblaciones griegas pónticas desplazadas por la Revolución Rusa de 1917, desde la región del Cáucaso a Grecia. Para Kazantzakis, éste fue el comienzo de una odisea a través del mundo. Hasta su muerte en 1957, residió temporalmente en París y Berlín (desde 1922 hasta 1924), Italia, Rusia (en 1925), España (en 1932) y luego en Chipre, Egina, Egipto, el Monte Sinaí, Checoslovaquia, Niza (más tarde compraría una villa en los alrededores de Antibes, en la sección de la Ciudad Vieja, junto al famoso rompeolas), China y Japón.
Mientras estaba en Berlín, donde la situación política era explosiva, Kazantzakis descubrió el comunismo y se convirtió en admirador de Lenin. Nunca fue un comunista consistente, pero visitó la Unión Soviética y estuvo con el miembro de la Oposición de Izquierda y escritor Victor Serge. Fue testigo del ascenso de Stalin, y se sintió defraudado con el comunismo de estilo soviético. En torno a esta época, sus más tempranas creencias nacionalistas fueron gradualmente reemplazadas por una ideología más universal.
En 1945, se convirtió en líder de un pequeño partido de izquierdas no comunista, y entró en el gobierno griego como ministro sin cartera. Dimitió de su puesto al año siguiente.
En 1946, la Sociedad de Escritores Griegos recomendó a Kazantzakis y Ángelos Sikelianós para ser galardonados con el Premio Nobel de Literatura. En 1956, perdió el Nobel frente a Juan Ramón Jiménez por un solo voto. 
En 1957 comenzó un nuevo viaje hacia China y Japón. Este fue su último viaje. Kazantzakis, que sufría leucemia, se sintió enfermo y fue trasladado a Friburgo (Alemania), donde murió. Fue enterrado sobre una de las murallas que rodean Heraklion, ya que la Iglesia ortodoxa no permitió que fuera enterrado en un cementerio. Su epitafio reza: «No espero nada. No temo nada. Soy libre» (en griego: Δεν ελπίζω τίποτα. Δε φοβούμαι τίποτα. Είμαι λέφτερος).

## Obra
Su primer trabajo fue la narración La serpiente y la azucena (1906), que firmó con el seudónimo Karma Nirvami. En 1909, Kazantzakis escribió una obra teatral en un acto titulada Comedia, en la que remarcablemente resuenan temas existenciales que prevalecerían mucho después, en la Europa de la posguerra, en autores como Sartre y Camus. En 1910, después de sus estudios en París, escribió la tragedia El maestro constructor, basado en un popular mito folclórico griego.
Kazantzakis consideraba su enorme poema épico (33 333 versos de longitud), La Odisea: Una secuela moderna, como su trabajo más importante. Iniciado en 1924, lo reescribió siete veces antes de su publicación en 1938. De acuerdo con otro autor griego, Pantelis Prevelakis, «ha sido un esfuerzo sobrehumano registrar su inmensa experiencia espiritual». Siguiendo la estructura de la Odisea de Homero, está dividido en 24 rapsodias.
Sus más famosas novelas incluyen Alexis Zorba (1946); Cristo de nuevo crucificado (1948); Libertad o Muerte (1950); La última tentación de Cristo (1951); y El pobre de Asís (1956); Informe al Greco (1961), contiene tanto elementos autobiográficos como ficticios, y resume su filosofía como «una mirada cretense», y discute su origen arábigo (los árabes dominaron Creta entre los años 825–961).
Al comienzo de su juventud, Kazantzakis se encontraba espiritualmente inquieto. Torturado por preocupaciones metafísicas y existenciales, buscaba socorro en el conocimiento y los viajes, contactar con una diversa variedad de gentes, de todo tipo de existencias. La influencia de Friedrich Nietzsche en su trabajo es evidente, especialmente los conceptos de Nietzsche del ateísmo y el superhombre (Übermensch). Sin embargo, también estaba obsesionado con preocupaciones espirituales. Para lograr una unión con Dios, Kazantzakis permaneció en un monasterio durante seis meses.
En 1927, Kazantzakis publicó en griego sus «Ejercicios espirituales», los cuales habían sido compuestos en Berlín en 1923.
La figura de Jesús siempre estuvo presente en sus pensamientos, desde su juventud hasta sus últimos años. El Cristo de La última tentación de Cristo comparte las angustiosas preocupaciones metafísicas y existenciales de Kazantzakis, buscando respuestas a preguntas obsesivas, y con frecuencia dividido entre su sentido del deber y su misión, por un lado, y sus propias necesidades humanas de disfrutar de la vida, de amar y ser amado, y tener una familia. Una figura trágica que al final sacrifica sus propias esperanzas humanas por una causa mayor, el Cristo de Kazantzakis no es una deidad tan infalible y libre de pasiones pero es un apasionado y emotivo ser humano que ha sido asignado a una misión, con un significado con el que está luchando por comprender y que con frecuencia le exige enfrentarse a su consciencia y sus emociones, y en última instancia a sacrificar su propia vida para su cumplimiento. Es sujeto de dudas, miedos e incluso culpas. Al final él es el Hijo del Hombre, un hombre cuya lucha interior representa su humanidad.
Muchos religiosos griegos conservadores condenaron el trabajo de Kazantzakis. Su respuesta fue: «Me habéis dado una maldición, Santos Padres, yo os doy una bendición: que vuestras consciencias sean tan claras como la mía y que seáis tan morales y religiosos como yo», antes de que la Iglesia Ortodoxa Griega lo excomulgara en 1955.
La última tentación fue incluida por la Iglesia católica en el Índice de Libros Prohibidos. Kazantzakis reaccionó con el envío de un telegrama con la cita del escritor Tertuliano: Ad tuum, Domine, tribunal appello («Interpongo mi apelación a tu tribunal, Señor»). Muchos cines prohibieron la película de Martin Scorsese, que fue estrenada en 1988 y se basaba en su novela.
En los días de Kazantzakis, el mercado internacional de material publicado en griego moderno era muy reducido. Kazantzakis también escribió en griego moderno (demótico), con rastros de dialecto cretense, lo que hizo a todos sus escritos los más controvertidos en los círculos literarios conservadores domésticos. Las traducciones de sus libros en otras lenguas europeas no aparecieron hasta que era anciano. De ahí que encontrara dificultades para vivir de la escritura, lo que lo condujo a escribir gran cantidad de encargos, incluyendo un buen número de traducciones del francés, alemán e inglés, y curiosidades como ficción francesa y libros de texto escolares en griego, principalmente porque necesitaba el dinero. Algunos de sus escritos «populares» fueron sin embargo distinguidos, tales como sus libros basados en sus extensos viajes, que aparecieron en la serie «Viajar» que él fundó. Estos libros en Grecia, Italia, Egipto, Sinaí, Chipre, España, Rusia, Japón, China e Inglaterra son obras maestras de la literatura de viajes griega.

### Novelas
- Lirio y serpiente, o bien Serpente y azucena (Όφις και Κρίνο) (1906). Bajo el pseudónimo de Karma Nirvami
- Las almas rotas, o simplemente Almas rotas (Σπασμένες Ψυχές) (1909). Bajo el pseudónimo de Petros Psiloritis
- Toda-Raba (Τόντα-Ράμπα) (1929)
- El jardín de las rocas (Ο Βραχόκηπος) (1936)
- Alexis Zorba el griego, también conocida como Zorba, el griego, Alexis el Griego, Alexis Zorba o Vida y andanzas de Alexis Zorba (Βίος και πολιτεία του Αλέξη Ζορμπά) (1946), adaptada en el filme Zorba el griego (1964)
- Cristo nuevamente crucificado, o bien Cristo de nuevo crucificado (Ο Χριστός Ξανασταυρώνεται) (1948), llevada al cine en El que debe morir (1957)
- El Capitán Michalis: Libertad o muerte (Ο Καπετάν Μιχάλης) (1950)
- La última tentación de Cristo (Ο Τελευταίος Πειρασμός) o simplemente La última tentación, (1951), adaptada en la película La última tentación de Cristo (1988);
- El pobre de Asís, o bien El pobrecillo de Dios (Ο Φτωχούλης του Θεού) (1953)
- Los fratricidas, o Los hermanos enemigos (Οι Αδερφοφάδες) (1955)
- Reporte al Greco, o bien Informe al Greco, o Carta al Greco (Αναφορά στον Γκρέκο) (1957)

### Libros infantiles
- Alejandro Magno (Μέγας Αλέξανδρος) (1940)
- En el palacio de Cnossos (Στα Παλάτια της Κνωσού) (1940)

### Poemas
- Odisea (Οδύσσεια) (1938), es la prolongación del clásico relato griego Odisea
- Terzinas (Τερτσίνες) (1960)

### Obras de teatro
- Amanece (Ξημερώνει) (1906)
- Fasgá (Φασγά) (1907)
- ¿Hasta cuándo? (Έως πότε;) (1907)
- El maestro de obras (Ο πρωτομάστορας) (1909). Bajo el pseudónimo de Petros Psiloritis
- Comedia, Tragedia en un solo acto (Κωμωδία - Τραγωδία μονοπράκτη) (1909). Bajo el pseudónimo de Petros Psiloritis
- Odiseo, Alias Ulises (Οδυσσέας) (1915)
- Nicéforo Focás (Νικηφόρος Φωκάς) (1927)
- Cristo (Χριστός) (1928)
- Melisa (Μέλισσα) (1937)
- Juliano el Apóstata, Alias Juliano (Ιουλιανός ο Παραβάτης) (1939)
- Trilogía Prometeo (Προμηθέας):

1. Prometeo portador de fuego (Προμηθέα Πυρφόρο) (1944)
2. Prometeo encadenado (Προμηθέα Δεσμώτη) (1945)
3. Prometeo desencadenado, También conocido como Prometeo liberado (Προμηθέα Λυόμενο) (1945)

- Kapodistria (Καποδίστριας) (1944)
- Sodoma y Gomorra (Σόδομα και Γόμορρα) (1948)
- Kouros, AKA Teseo (Κούρος, AKA Θησέας) (1949)
- Constantino Paleólogo (Κωνσταντίνος Παλαιολόγος) (1951)
- La manzana de oro, AKA Cristóbal Colón (Το χρυσό μήλο, AKA Χριστόφορος Κολόμβος) (1954)
- Buda (Βούδας) (1956)

### No ficción
Ensayos:
- La enfermedad del siglo (Η αρρώστια του αιώνος) (1906). Bajo el pseudónimo de Karma Nirvami
- Friedrich Nietzsche en la filosofía del Derecho y del Estado (Ο Φρειδερίκος Νίτσε εν τη Φιλοσοφία του Δικαίου και της Πολιτείας) (1909)
- ¿Ha fracasado la ciencia? (Η επιστήμη εχρεωκόπησε;) (1909)
- Henri Bergson (1913)
- Simposio (Συμπόσιον) (1922)
- Ascética (Ασκητική, Salvatores Dei) (1927)
- Historia de la literatura rusa (Ιστορία της ρώσικης λογοτεχνίας) (1930)

Epistolario:
- Cartas de Nikos Kazantzakis a la familia Angelakis (Επιστολές του Νίκου Καζαντζάκη προς την οικογένεια Αγγελάκη) (1917-1957)
- Cartas a Galatea (Επιστολές προς τη Γαλάτεια) (1920-1924)
- Cuatrocientas cartas de Kazantzakis a Prevelakis (Τετρακόσια Γράμματα του Καζαντζάκη στον Πρεβελάκη) (1926-1957)

Viajes:
- Monte Athos (Σκίτσα από το Άγιον Όρος) (1914)
- Serie Viajando (Ταξιδεύοντας):

1. Viajando: España, Italia, Egipto, Sinaí (Ταξιδεύοντας: Ισπανία -Ιταλία - Αίγυπτος- Σινά) (1926-1927)
2. Viajando: España, También conocida como España y Viva la muerte, AKA Viajando: España. Viva la muerte, AKA España dos rostros (Ταξιδεύοντας: Ισπανία) (1926-1936)
3. Viajando: Japón–China (Ταξιδεύοντας: Ιαπωνία - Κίνα) (1935)
4. Viajando: Inglaterra (Ταξιδεύοντας: Αγγλία) (1939)
5. Viajando: Rusia (Ταξιδεύοντας: Ρουσία) (1925-1929)
6. Viajando: Italia, Egipto, Sinaí, Jerusalén, Chipre, Moreas (Ταξιδεύοντας: Ιταλία - Αίγυπτος - Σινά - Ιερουσαλήμ - Κύπρος - Ο Μοριάς) (1926-1927)

## Obras en español
- Toda-Raba (novela). Editorial Ercilla, Santiago de Chile, 1937. Traducido del francés por Hernán del Solar.
- El jardín de las rocas (apuntes de viaje por Japón y China). Editorial Ercilla. Santiago de Chile, 1938. Traducido del francés por Luis Alberto Sánchez.
- Cristo de nuevo crucificado (novela). Editorial Carlos Lohlé. Buenos Aires, 1954. Traducido del francés por José Luis de Izquierdo.
- Alexis el Griego (novela). Editorial Peuser. Buenos Aires, 1954. Traducido del francés por Roberto Guibourg.
- Libertad o muerte (novela). Editorial Carlos Lohlé. Buenos Aires, 1957. Traducido del francés por Rosa Chacel.
- Melisa (teatro). Ediciones Losange. Buenos Aires, 1957. Traducido del francés por Roberto Guibourg.
- Teseo (teatro). Ediciones Losange. Buenos Aires, 1958. Traducido del francés por Luisa Rivaud y Raquel Wars-Chaver.
- El pobre de Asís (novela). Editorial Sur. Buenos Aires, 1962. Traducido del francés por Enrique Pezzoni.
- El jardín de las rocas (apuntes de viaje por Japón y China). Editorial Sur. Buenos Aires, 1962. Traducido del francés por Roberto E. Bixio.
- Carta al Greco (autobiografía). Editorial Carlos Lohlé. Buenos Aires, 1963. Traducido del griego por Delfín Leocadio Garasa.
- Cristóbal Colón (teatro). Editorial Carlos Lohlé. Buenos Aires, 1966. Traducido del griego por Miguel Castillo Didier.
- Constantino Paleólogo (teatro). Editora Santiago. Santiago de Chile, 1967. Traducido del griego por Miguel Castillo Didier.
- Hermanos enemigos (novela). Editorial Carlos Lohlé. Buenos Aires, 1969. Traducido del francés por Enrique de Juan.
- Odisea (epopeya poética). Editorial Planeta. Barcelona, 1975. Traducido del griego por Miguel Castillo Didier.
- Simposio (ensayo). Editorial Carlos Lohlé. Buenos Aires, 1975. Traducido del francés por Delfín Leocadio Garasa.
- Ascesis – Salvatores Dei (ensayo poético religioso). Editorial Carlos Lohlé. Buenos Aires, 1975. Traducido del francés por Delfín Leocadio Garasa.
- España y Viva la muerte (ensayo). Editorial Júcar. Gijón, 1977. Traducido por Joaquín Mestre.
- Obras selectas (I)- Cristo de nuevo crucificado, Toda-Raba, El pobre de Asís, Libertad o muerte*  (novela). Editorial Planeta. Traducciones de J.L. de Izquierdo, M. del Solar, E. Pezzoni, R. Chacel.
- Simposio (ensayo). Editorial Carlos Lohlé. Buenos Aires, 1978. Nueva traducción del inglés por Delfín Leocadio Garasa.
- Teatro. Odiseo, Juliano el Apóstata, Nicéforo Focás, Kapodistria (teatro). Centro de Estudios Griegos Bizantinos y Neohelénicos de la Universidad de Chile. Santiago, 1978. Traducido del griego por Miguel Castillo Didier.
- Buda (teatro). Editorial Carlos Lohlé. Buenos Aires, 1981. Traducido del griego por Miguel Castillo Didier. Introducción de Peter Bien.
- La última tentación (novela). Editorial Carlos Lohlé. Buenos Aires, 1982. Traducido del francés por Roberto E. Bixio.
- Alejandro el Grande (novela). Editorial Carlos Lohlé. Buenos Aires, 1983. Traducido del francés por Mirta Arlt.
- España Dos Rostros (ensayo). Editorial Carlos Lohlé. Buenos Aires, 1985.
- En el palacio de Cnosos (novela). Editorial Planeta. Barcelona, 1987.
- Lirio y serpiente (novela). Editorial Carlos Lohlé. Buenos Aires, 1988. Traducido del griego por Miguel Castillo Didier.
- Apuntes de Viaje. Textos inéditos en español de Nikos Kazantzakis. Centro de Estudios Griegos Bizantinos y Neohelénicos de la Universidad de Chile. Santiago, 1997. Traducido del griego por Roberto Quiroz Pizarro.
- Cristo (teatro). Editorial Cuarto Propio, 1997. Traducido del griego por Miguel Castillo Didier.
- Los Terceros de España (ensayo). Fundación El Monte. Sevilla, 1997.
- Comedia-Tragedia (teatro). Centro de Estudios Griegos Bizantinos y Neohelénicos de la Universidad de Chile. Santiago, 1998. Traducido del griego por Roberto Quiroz Pizarro.
- Prometeo portador del fuego (teatro). Centro de Estudios Griegos Bizantinos y Neohelénicos de la Universidad de Chile. Santiago, 1998. Traducido del griego por Miguel Castillo Didier.
- Prometeo encadenado (teatro). Centro de Estudios Griegos Bizantinos y Neohelénicos de la Universidad de Chile. Santiago, 2000. Traducido del griego por Miguel Castillo Didier.
- Lirio y serpiente (novela). Editorial Acantilado, 2013. Traducido por Pedro Olalla González.
- Zorba el griego (Vida y andanzas de Alexis Zorba) (novela). Editorial Acantilado, 2015. Traducido por Selma Ancira.
- Cristo de nuevo crucificado (novela). Editorial Acantilado, 2018. Traducido por Selma Ancira.
- Almas rotas (novela). Editorial Ginger Ape Books&Films 2016. Traducido por Mario Domínguez Parra.
- Prometeo liberado (teatro). Inédito. Traducido del griego por Miguel Castillo Didier.

## Citas
Tomado de sus «Ejercicios espirituales»:[cita requerida]
Hemos visto la mayor espiral de poderes. Y hemos llamado Dios a ese círculo. Podríamos haberle dado cualquier otro nombre que quisiéramos: Abismo, Misterio, Oscuridad Absoluta, Luz Absoluta, Materia, Espíritu, Última Esperanza, Última Desesperación, Silencio.

Procedemos de un abismo oscuro, terminamos en un abismo oscuro, y llamamos al intervalo luminoso vida.
El párrafo introductorio de sus «Ejercicios espirituales» también se emplea como diálogo en la película Zorba el Griego, Zorba al Jefe, también se utiliza como diálogo en Patch Adams:
Un hombre necesita un poco de locura, si no nunca se atreverá a cortar la soga y ser libre.

## Conmemoración del 50.º aniversario de su muerte
El quincuagésimo aniversario de la muerte de Nikos Kazantzakis fue seleccionado como motivo principal para una moneda de euros de gran valor para coleccionistas; la moneda de 10 euros conmemorativa de Nikos Kazantzakis, acuñada en 2007. Su imagen se encuentra en el anverso de la moneda, mientras en que el reverso está el Emblema Nacional de Grecia con su firma representada.